# Caleb Swanigan
Caleb Sylvester Swanigan (Indianápolis, Indiana, 18 de abril de 1997-Fort Wayne, Indiana, 20 de junio de 2022) fue un baloncestista estadounidense que disputó tres temporadas en la NBA. Con 2,08 metros de estatura, jugó en la posición de ala-pívot.

## Trayectoria deportiva

### Primeros años
En el otoño de 2011 asistió a un campus de baloncesto que dirigía el exjugador de la NBA y entrenador John Lucas, después de que el entrenador de su hermano mayor le convenció para invitarlo al mismo, en la ciudad de Louisville. Al término del mismo, inició sus estudios de instituto en el Homestead High School de Indiana. En su último año fue elegido Indiana Mr. Basketball y llevó a su equipo a su primer título estatal. Fue incluido entre los 20 mejores jugadores de instituto del país, y fue seleccionado para disputar el prestigioso McDonald's All-American Game. En esa última temporada promedió 22,6 puntos y 13,7 rebotes por partido.

### Universidad
Recibió muchas ofertas de universidades de primer nivel para continuar sus estudios, entre ellas Arizona, Kentucky, California y Duke. Se comprometió verbalmente con Michigan State, pero en mayo de 2015 finalmente se echó atrás. Finalmente decidió no moverse del estado de Indiana, y en mayo de 2015 se comprometió con los Boilermakers de la Universidad Purdue.
Allí jugó dos temporadas, en las que promedió 14,4 puntos, 10,4 rebotes y 2,4 asistencias por partido. En su última temporada fue incluido en el mejor quinteto de la Big Ten Conference y elegido además Jugador del Año tanto por los entrenadores como por la prensa especializada. Logró además el Pete Newell Big Man Award al mejor jugador de juego interior de la temporada, y el Premio Lute Olson. Finalmente, fue incluido en el primer equipo All-American consensuado.

#### Estadísticas
| Año     | Equipo | PJ | PT | MPP  | %TC  | %3P  | %TL  | RPP  | APP | ROB | TPP | PPP  |
| ------- | ------ | -- | -- | ---- | ---- | ---- | ---- | ---- | --- | --- | --- | ---- |
| 2015–16 | Purdue | 34 | 34 | 25.7 | .461 | .292 | .713 | 8.3  | 1.8 | .4  | .2  | 10.2 |
| 2016–17 | Purdue | 35 | 35 | 32.5 | .527 | .447 | .781 | 12.5 | 3.1 | .4  | .8  | 18.5 |
| Total   | Total  | 69 | 69 | 29.2 | .501 | .376 | .760 | 10.4 | 2.4 | .4  | .5  | 14.4 |

### Profesional

#### 2017-18
Fue elegido en la vigésimo sexta posición del Draft de la NBA de 2017 por los Portland Trail Blazers, equipo con el que firmó contrato el 3 de julio. Disputó ocho partidos de las Ligas de Verano de la NBA, en los que promedió 16,1 puntos y 10,6 rebotes, siendo elegido en el mejor quinteto del torneo. Debutó en la NBA, en el primer encuentro de la temporada ante Phoenix Suns, anotando 8 puntos. Su primera titularidad se produjo el 13 de noviembre ante Denver Nuggets, donde jugó 20 minutos y anotó 6 puntos. Pero el 22 de diciembre es asignado al filial de la NBA G League, los Canton Charge. Terminaría la temporada con 27 encuentros disputados (3 de ellos como titular) y un encuentro de playoffs, disputado el 19 de abril de 2018, ante New Orleans Pelicans, donde anotó 3 puntos en casi 8 minutos de juego.

#### 2018-19
Al inicio de su segundo año, el 29 de octubre de 2018 ante Indiana Pacers anota 11 puntos, su récord personal y captura 10 rebotes, consiguiendo un doble-doble. El 30 de diciembre, es asignado a los Texas Legends. Tras temporada y media en Portland, el 7 de febrero de 2019, fue traspasado a los Sacramento Kings a cambio de Skal Labissière. Luego fue asignado al filial de la G League, los Stockton Kings el 16 de diciembre. En total disputó 3 encuentros con el primer equipo esa temporada.

#### 2019-20
Al año siguiente empezó jugando 7 encuentros antes de ser traspasado, de nuevo, a los Portland Trail Blazers. El traspaso, realizado el 20 de enero de 2020, enviaba también a Trevor Ariza y Wenyen Gabriel a Portland, a cambio de Kent Bazemore y Anthony Tolliver. Disputó 20 encuentro con los Blazers, antes de decidir no jugar en la "burbuja de Orlando" por motivos personales, en la reanudación de la temporada 19-20, en julio de 2020.

## Estadísticas de su carrera en la NBA

### Temporada regular
| Año     | Equipo     | PJ | PT | MPP  | %TC  | %3P  | %TL  | RPP | APP | ROB | TPP | PPP |
| ------- | ---------- | -- | -- | ---- | ---- | ---- | ---- | --- | --- | --- | --- | --- |
| 2017-18 | Portland   | 27 | 3  | 7.0  | .400 | .125 | .667 | 2.0 | .5  | .2  | .1  | 2.3 |
| 2018-19 | Portland   | 18 | 0  | 8.1  | .318 | .200 | .857 | 2.9 | .4  | .2  | .0  | 1.9 |
| 2018-19 | Sacramento | 3  | 0  | 11.0 | .444 | .000 | .000 | 4.0 | 1.3 | .7  | .3  | 2.7 |
| 2019-20 | Sacramento | 7  | 0  | 3.3  | .500 | .000 | .500 | 1.0 | .3  | .1  | .3  | .7  |
| 2019-20 | Portland   | 20 | 1  | 13.3 | .605 | .000 | .605 | 4.7 | 1.5 | .1  | .3  | 3.0 |
| Total   | Total      | 75 | 4  | 8.7  | .438 | .118 | .614 | 2.9 | .7  | .2  | .1  | 2.4 |

### Playoffs
| Año   | Equipo   | PJ | PT | MPP | %TC  | %3P  | %TL  | RPP | APP | ROB | TPP | PPP |
| ----- | -------- | -- | -- | --- | ---- | ---- | ---- | --- | --- | --- | --- | --- |
| 2018  | Portland | 1  | 0  | 8.0 | .000 | .000 | .750 | 2.0 | 1.0 | .0  | .0  | 3.0 |
| Total | Total    | 1  | 0  | 8.0 | .000 | .000 | .750 | 2.0 | 1.0 | .0  | .0  | 3.0 |

## Vida personal
Su infancia estuvo marcada por su padre, un adicto al crack, y su madre, con seis hijos, moviéndose entre Indiana y Utah, a menudo en refugios para gente sin hogar. Caleb heredó de su padre su estatura y su tendencia a la obesidad. Éste,  que murió en 2014 por complicaciones de una diabetes, medía 2,03 metros y pesaba 230 kilos cuando falleció. En ese momento, Caleb, que estaba en octavo grado, medía 1,88 y pesaba 160 kilos.
Alrededor de las 2 de la madrugada del 23 de diciembre de 2020, fue detenido por la policía de Columbia City. En dicha detención le incautaron 3,4 libras de marihuana en el vehículo, así como $3415 en efectivo y elementos relacionados con el tráfico de drogas. Fue arrestado y fichado en la cárcel del condado de Whitley (Indiana), quedando en libertad bajo fianza. A principios de 2021, se declaró culpable de un cargo menor de drogas, recibiendo una sentencia de suspensión de 180 días, pero evitando la entrada a prisión. 
En mayo de 2021, se hicieron virales una fotos suyas en las que se veía muy pasado de peso, por lo que fue muy criticado. Tanto es así que su excompañero Damian Lillard salió en su apoyo.

### Fallecimiento
El 21 de junio de 2022 se informó que había muerto por causas naturales a los veinticinco años. La oficina del forense del condado de Allen (Indiana) confirmó más tarde los informes.